# Cattleya tenuata
Cattleya tenuata là một loài thực vật có hoa trong họ Lan. Loài này được V.P.Castro & Campacci ex Braem mô tả khoa học đầu tiên năm 1995.